# Anagyrus nishidai
Anagyrus nishidai är en stekelart som beskrevs av John S. Noyes och Hayat 1994. Anagyrus nishidai ingår i släktet Anagyrus och familjen sköldlussteklar.
Artens utbredningsområde är Filippinerna. Inga underarter finns listade i Catalogue of Life.